# Britische Besatzungszone

Britische Besatzungszone und Britischer Sektor von Berlin ab 8. Juni 1947

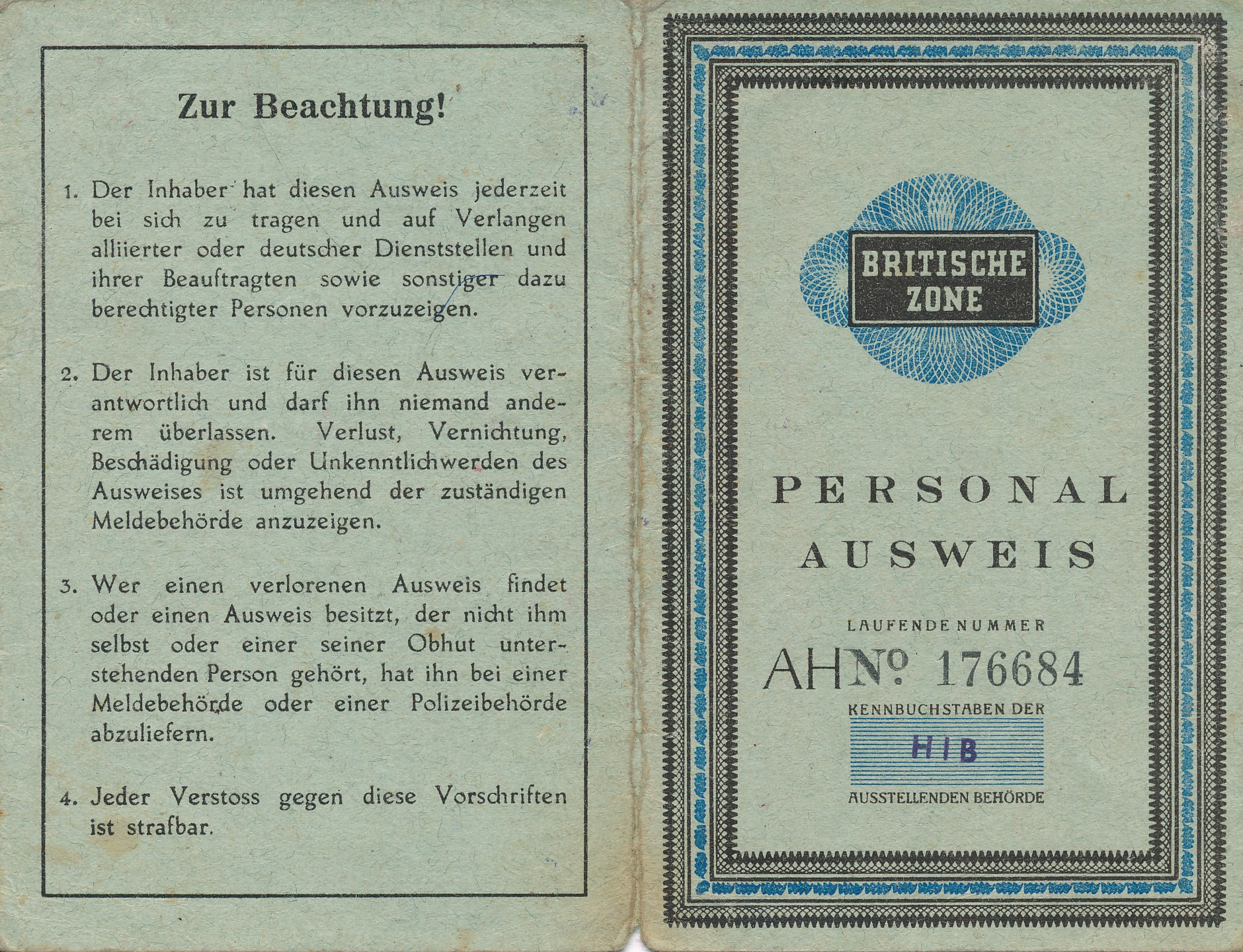
Personalausweis der Britischen Besatzungszone

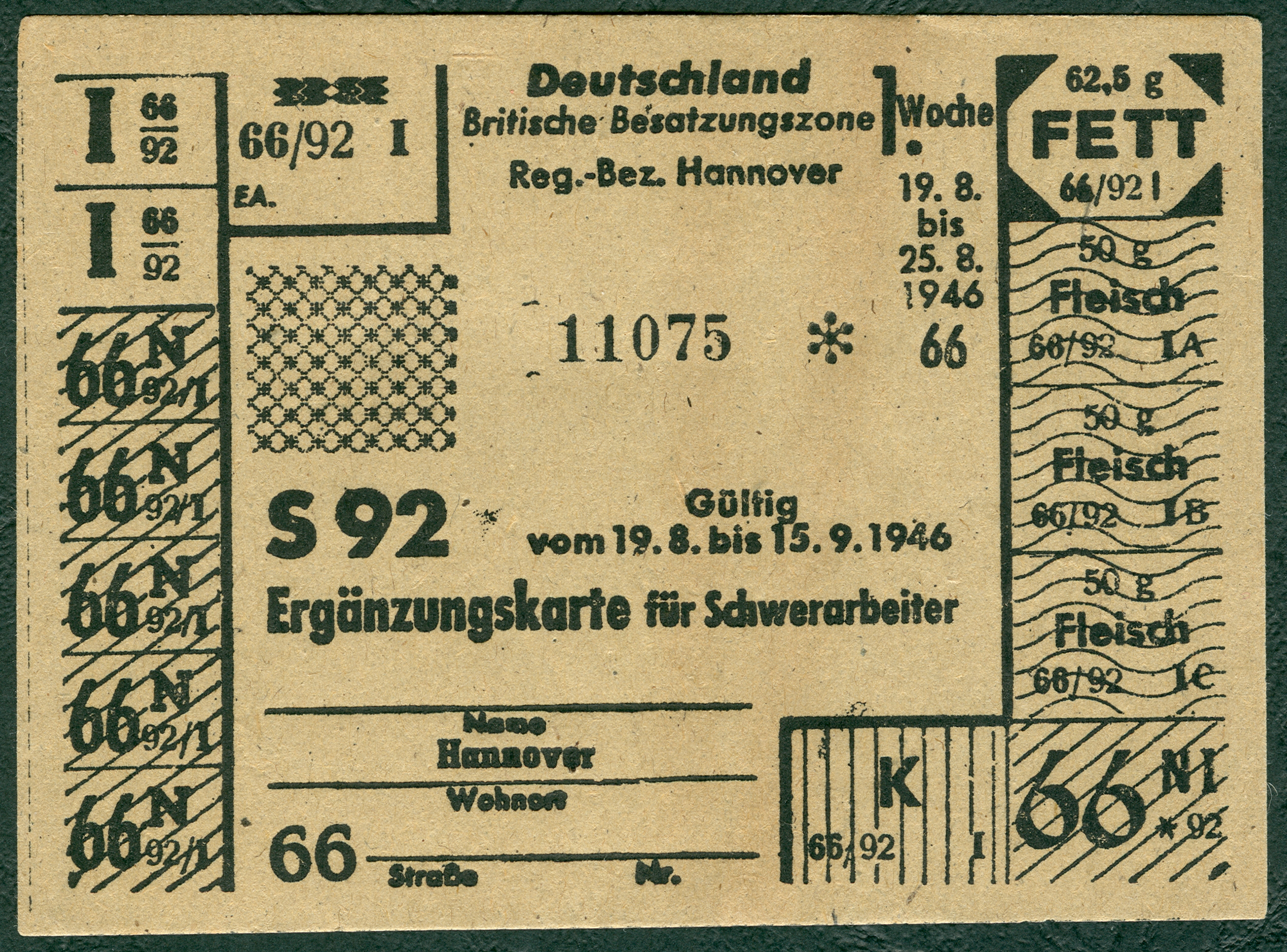
Lebensmittel-Ergänzungskarte für Schwerarbeiter in der britischen Besatzungszone: 62,5 g Fett, 50 g Fleisch, 1946

Die britische Besatzungszone (oder Nordwestzone) war eine der vier Besatzungszonen, in die Deutschland westlich der Oder-Neiße-Linie nach der Kapitulation im Mai 1945 von den alliierten Siegermächten auf der Grundlage des Besatzungsrechts aufgeteilt wurde. Sie unterstand der britischen Militärregierung und endete mit Erlass des Besatzungsstatuts im September 1949. Die mit dem Besatzungsstatut verbundenen alliierten Vorbehaltsrechte verloren jedoch erst 1990 mit der deutschen Wiedervereinigung und dem Inkrafttreten des Zwei-plus-Vier-Vertrages am 15. März 1991 auch völkerrechtlich ihre Wirkung, als Deutschland die volle Souveränität wiedererlangte.

## Besatzungsgebiet
Die britische Besatzungszone umfasste bei Übernahme der Besatzungshoheit die preußischen Provinzen Hannover, Schleswig-Holstein und Westfalen, den Norden der Rheinprovinz („Nordrhein“) sowie die Länder Braunschweig, Hamburg, Lippe (siehe hierzu: Lippische Punktationen), Oldenburg und Schaumburg-Lippe des Deutschen Reichs. Die Freie Hansestadt Bremen, bestehend aus den Städten Bremen und Bremerhaven, gehörte anfangs ebenfalls zur britischen Zone, wurde aber 1947 als Exklave der amerikanischen Besatzungszone zugeschlagen. Fehmarn sollte nach einem sowjetischen Wunsch bei den Verhandlungen im Winter 1944/45 zur SBZ, kam jedoch nach Intervention von Baron Strang doch zur britischen Zone.
Britisch besetzt war außerdem aufgrund des Viermächte-Status ein Teil West-Berlins.
Innerhalb der britischen Besatzungszone waren auch Armee-Einheiten aus anderen Nationen stationiert, z. B. polnische Einheiten im Emsland (bis 1948), die norwegische Deutschland-Brigade westlich des Harzes und später in Schleswig-Holstein (1947 bis 1953) sowie belgische Streitkräfte in Nordrhein-Westfalen (bis 2002). Eine weitere Besonderheit war die Enklave Bonn. Sie wurde im Juli 1949 als besatzungsfreies Gebiet geschaffen und unterstand der Alliierten Hohen Kommission.

## Verwaltungsgeschichte

### Militärregierung
Sitz der Militärregierung (Control Commission for Germany/British Element) war zunächst Bad Oeynhausen mit weiteren Stützpunkten in Münster, Düsseldorf, Kiel und Hannover. Der Plan eines Umzugs nach Hamburg – wo zu diesem Zweck ab 1946 die Grindelhochhäuser errichtet wurden – wurde später wieder fallengelassen. In Bad Oeynhausen war auch das Hauptquartier der britischen Rheinarmee, in Bad Eilsen das der britischen Luftstreitkräfte in Deutschland (RAF Germany) bis zur Zusammenlegung beider Hauptquartiere 1954 in Rheindahlen.

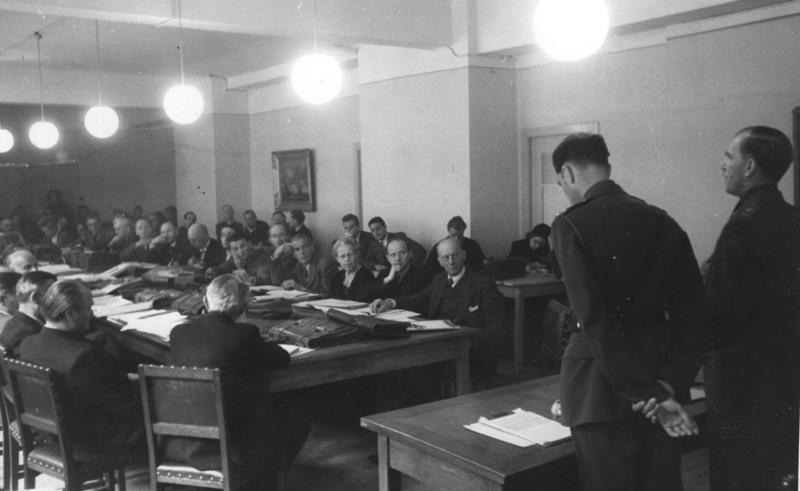
Sitzung des Zonenbeirates am 11. Juni 1947 in Hamburg. Vorn rechts der damalige stellvertretende Militärgouverneur Sir Brian Robertson

Die Militärregierung war in fachliche Abteilungen gegliedert, denen jeweils eigene deutsche Verwaltungen nachgeordnet waren.

### Militärgouverneure
- Bernard Montgomery (1945/46)
- Sir Sholto Douglas (1946/47)
- Sir Brian H. Robertson (1947–1949)

Eine Koordinierungsfunktion mit der britischen Regierung in London hatte bis April 1947 John Hynd, nach ihm Frank Pakenham.

### Zonenbeirat
Zur Konsultation mit den deutschen Behörden in den Provinzen und Ländern wurde 1946 ein Zonenbeirat gebildet, der bis zur Gründung der Bundesrepublik Deutschland 1949 bestand.

### Örtliche Behörden
Der jeweilige Kreis Resident Officer (übersetzt: Ortsansässiger Kreisoffizier), üblicherweise als KRO abgekürzt, war mit der Aufsicht über die Verwaltung der Landkreise und der kreisfreien Städte betraut.

## Bildung der Länder Niedersachsen und Nordrhein-Westfalen

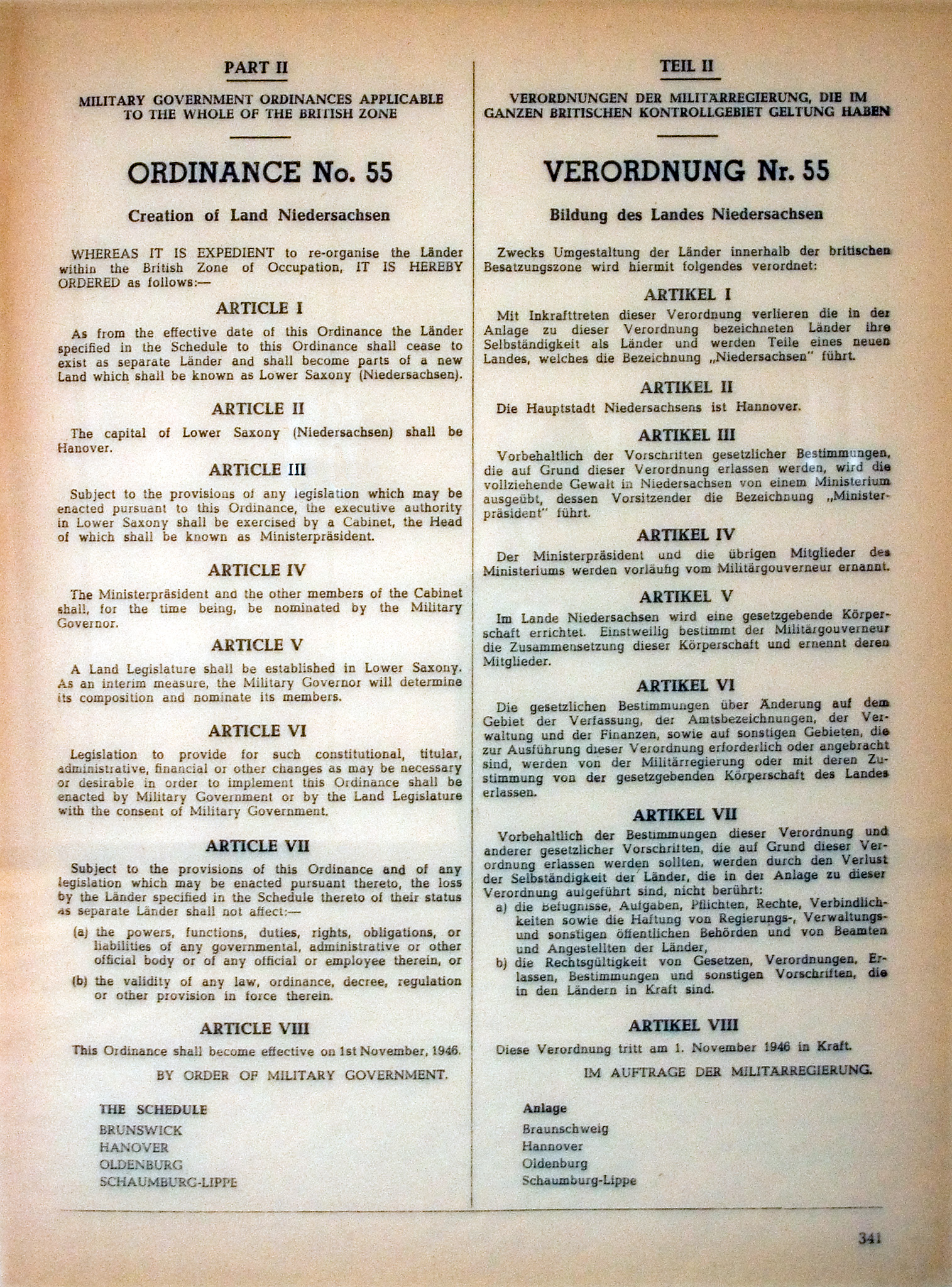
Verordnung Nr. 55, mit der am 22. November 1946 die britische Militärregierung rückwirkend zum 1. November 1946 das Land Niedersachsen gründete.

Nachdem die Militärregierung am 23. August 1946 staatsrechtlich die Länder Schleswig-Holstein, Hannover und „Nordrhein/Westfalen“ aus den preußischen Provinzen schuf, wurde Hannover zum 1. November 1946 mit den Ländern Braunschweig, Oldenburg und Schaumburg-Lippe zum Land Niedersachsen fusioniert.
Das Land Nordrhein-Westfalen wurde zunächst aus zwei preußischen Provinzen, und zwar dem Nordteil der Rheinprovinz („Nordrhein“) und Westfalen, gebildet. Im Januar 1947 trat das bis dahin unabhängige Land Lippe dem Land Nordrhein-Westfalen bei. Damit war die Bildung der Länder in der britischen Zone abgeschlossen. Diese Länder wurden am 1. Januar 1947 Bestandteil der Bizone, dann der Trizone und schließlich am 23. Mai 1949 der Bundesrepublik Deutschland.
Zum 31. Dezember 1946 wurde der Stadtkreis Wesermünde, der bis dahin zu Niedersachsen gehört hatte, dem neuen Land Bremen zugeordnet.

## Rundfunk
Als alleiniger Rundfunksender wurde der NWDR in Hamburg eingerichtet.